# Robert Day
Robert Day (Richmond, 11 settembre 1922 – Bainbridge Island, 17 marzo 2017) è stato un regista e sceneggiatore britannico.

## Biografia
È stato sposato con Dorothy Provine dal 1969 fino alla di lei morte nel 2010.

## Filmografia

### Cinema
- Assassino di fiducia (The Green Man) (1956)
- Strangers' Meeting (1957)
- Lo strangolatore folle (Grip of the Strangler) (1958)
- Prima dell'anestesia (Corridors of Blood) (1958)
- Il primo uomo nello spazio (First Man into Space) (1959)
- Life in Emergency Ward 10 (1959)
- Bobbikins (1959)
- Un alibi (troppo) perfetto (Two-Way Stretch) (1960)
- Tarzan il magnifico (Tarzan the Magnificent) (1960)
- The Rebel (1961)
- Operation Snatch (1962)
- Le tre sfide di Tarzan (Tarzan's Three Challenges) (1963)
- La dea della città perduta (She) (1965)
- Tarzan nella valle dell'oro (Tarzan and the Valley of Gold) (1966)
- Tarzan e il grande fiume (Tarzan and the Great River) (1967)
- La macchina della violenza (The Big Game) (1973)
- Il detective con la faccia di Bogart (The Man with Bogart's Face) (1980)

### Televisione
- The Buccaneers (1956-1957; 8 episodi)
- The Highwayman (1958; film TV)
- Decision (1958; un episodio)
- Robin Hood (The Adventures of Robin Hood) (1957-1960; 12 episodi)
- Rendezvous (1960; due episodi)
- The Human Jungle (1964; un episodio)
- Gioco pericoloso (Danger Man) (1964; un episodio)
- Tarzan (1966; un episodio)
- Agente speciale (The Avengers) (1967; 6 episodi)
- Una famiglia si fa per dire (Accidental Family) (1967; un episodio)
- Gli invasori (The Invaders) (1968, due episodi)
- I giorni di Bryan (Run for Your Life) (1968; un episodio)
- F.B.I. (The F.B.I.) (1968-1969; 9 episodi)
- In nome della giustizia (The Bold Ones: The Protectors) (1969; un episodio)
- Lancer (1969; due episodi)
- I nuovi medici (The Bold Ones: The New Doctors) (1969; un episodio)
- House on Greenapple Road (1970; film TV)
- Paris 7000 (1970; serie TV)
- Ritual of Evil (1970; film TV)
- Ironside (1970; un episodio)
- Matt Lincoln (1970; un episodio)
- Bracken's World (1969-1970; 4 episodi)
- The Bold Ones: The Senator (1970; due episodi)
- Reporter alla ribalta (The Name of the Game) (1969-1971; 3 episodi)
- Detective anni trenta (Banyon) (1971; un episodio)
- In piena luce (In Broad Daylight) (1971; film TV)
- Mr. and Mrs. Bo Jo Jones (1971; film TV)
- The Reluctant Heroes (1971; film TV)
- Lo sceriffo del sud (Cade's County) (1971-1972; 3 episodi)
- Ghost Story (1972; due episodi)
- Sesto senso (The Sixth Sense) (1972; 4 episodi)
- The Great American Beauty Contest (1973; film TV)
- Barnaby Jones (1973; un episodio)
- Of Men and Women (1973; film TV)
- The New Perry Mason (1973; un episodio)
- Tenafly (1973; un episodio)
- Sulle strade della California (Police Story) (1973; un episodio)
- Le strade di San Francisco (The Streets of San Francisco) (1973; 3 episodi)
- Uno sceriffo a New York (McCloud) (1974; un episodio)
- Kodiak (1974; un episodio)
- Death Stalk (1975; film TV)
- The Trial of Chaplain Jensen (1975; film TV)
- Switch (1975; un episodio)
- A Home of Our Own (1975; film TV)
- Il tenente Kojak (Kojak) (1975; un episodio)
- Twin Detectives (1976; film TV)
- Kingston: dossier paura (Kingston: Confidential) (1976; un episodio)
- Having Babies (1976; film TV)
- La fuga di Logan (Logan's Run) (1977; un episodio)
- Black Market Baby (1977; film TV)
- Lucan (1977; un episodio)
- Winner Take All (1977; film TV)
- The Initiation of Sarah (1978; film TV)
- Dallas (1978; 3 episodi)
- The Grass Is Always Greener Over the Septic Tank (1978; film TV)
- Murder by Natural Causes (1979; film TV)
- Walking Through the Fire (1979; film TV)
- Peter and Paul (1981; film TV)
- Scruples (1981; film TV)
- Marian Rose White (1982; film TV)
- Disneyland (1982; due episodi)
- Vivere in fuga (Running Out) (1983; film TV)
- Your Place... or Mine (1983; film TV)
- China Rose (1983; film TV)
- Cook & Peary: The Race to the Pole (1983; film TV)
- London and Davis in New York (1984; film TV)
- Le signore di Hollywood, (1985; Film TV, 3 episodi)
- The Lady from Yesterday (1985; film TV)
- Love, Mary (1985; film TV)
- Matlock (1986; un episodio)
- Il vivo e il morto (The Quick and the Dead) (1987; film TV)
- Celebration Family (1987; film TV)
- Higher Ground (1988; film TV)
- Fire: Trapped on the 37th Floor (1991; film TV)